# Mark Otten (fotbalista)
Mark Otten (* 2. září 1985, Nijmegen, Nizozemsko) je bývalý nizozemský fotbalový obránce. Hrál na postu stopera (středního obránce).

## Reprezentační kariéra
Hrál na domácím Mistrovství světa hráčů do 20 let 2005 v Nizozemsku, kde jeho tým vypadl ve čtvrtfinále proti Nigérii v penaltovém rozstřelu.